# Inverse Normalverteilung
Die inverse Normalverteilung (auch inverse Gauß-Verteilung oder Wald-Verteilung genannt) ist eine kontinuierliche Wahrscheinlichkeitsverteilung. Sie wird in verallgemeinerten linearen Modellen verwendet. Bei der Untersuchung der Brownschen Molekularbewegung mit Drift {\displaystyle v>0} und Streuungskoeffizient {\displaystyle \lambda >0} ist die zufällige Zeit des ersten Erreichens des Niveaus {\displaystyle a>0} invers normalverteilt mit den Parametern {\displaystyle \left({\frac {a}{v}},{\frac {a^{2}}{\lambda ^{2}}}\right)}. Die inverse Normalverteilung gehört zur Exponentialfamilie.

## Definition

Dichtefunktionen verschiedener inverser Gaußverteilungen

Eine stetige Zufallsvariable {\displaystyle X} genügt der inversen Normalverteilung mit den
Parametern {\displaystyle \lambda >0} (Ereignisrate) und {\displaystyle \mu >0} (Erwartungswert), wenn sie die
Wahrscheinlichkeitsdichte
{\displaystyle f(x)={\begin{cases}\left({\frac {\lambda }{2\pi x^{3}}}\right)^{\frac {1}{2}}e^{-{\frac {\lambda (x-\mu )^{2}}{2\mu ^{2}x}}}&x>0\\0&x\leq 0\end{cases}}}
besitzt.

## Eigenschaften

### Verteilungsfunktion
Die Verteilungsfunktion ist gegeben als
{\displaystyle F(x)=IG(x;{\frac {\mu }{\sqrt {\lambda }}};{\sqrt {\lambda }}):=1-\Phi ({\frac {\sqrt {\lambda }}{\sqrt {x}}}-{\frac {\mu }{\sqrt {\lambda }}}{\sqrt {x}})+e^{2\mu }\Phi (-{\frac {\sqrt {\lambda }}{\sqrt {x}}}-{\frac {\mu }{\sqrt {\lambda }}}{\sqrt {x}}).}

### Erwartungswert
Die inverse Normalverteilung besitzt den Erwartungswert
{\displaystyle \operatorname {E} (X)=\mu }.

### Varianz
Die Varianz ergibt sich analog zu
{\displaystyle \operatorname {Var} (X)={\frac {\mu ^{3}}{\lambda }}}.

### Standardabweichung
Daraus erhält man für die Standardabweichung
{\displaystyle \sigma ={\sqrt {\frac {\mu ^{3}}{\lambda }}}}

### Variationskoeffizient
Aus Erwartungswert und Varianz erhält man unmittelbar den Variationskoeffizienten
{\displaystyle \operatorname {VarK} (X)={\sqrt {\frac {\mu }{\lambda }}}}.

### Schiefe
Die Schiefe ergibt sich zu
{\displaystyle \operatorname {v} (X)=3{\sqrt {\frac {\mu }{\lambda }}}}.

### Wölbung (Kurtosis)
Die Wölbung ergibt sich zu
{\displaystyle \beta _{2}={\frac {15\mu }{\lambda }}+3}.
Die Exzess-Kurtosis ist
{\displaystyle \gamma _{2}=\beta _{2}-3={\frac {15\mu }{\lambda }}}.

### Charakteristische Funktion
Die charakteristische Funktion hat die Form
{\displaystyle \phi _{X}(s)=e^{{\frac {\lambda }{\mu }}\left(1-{\sqrt {1-{\frac {2\mu ^{2}is}{\lambda }}}}\right)}}.

### Momenterzeugende Funktion
Die momenterzeugende Funktion der inversen Normalverteilung ist
{\displaystyle m_{X}(s)=e^{{\frac {\lambda }{\mu }}\left(1-{\sqrt {1-{\frac {2\mu ^{2}s}{\lambda }}}}\right)}}.

### Reproduzierbarkeit
Sind {\displaystyle X_{1},\dots ,X_{n}} Zufallsvariable mit inverser Normalverteilung mit den Parametern {\displaystyle \lambda } und {\displaystyle \mu }, dann ist die Größe {\displaystyle {\frac {1}{n}}\sum \limits _{i=1}^{n}X_{i}} wieder eine Zufallsvariable mit einer inversen Normalverteilung, aber mit den Parametern {\displaystyle n\lambda } und {\displaystyle \mu }.

### Laplacetransformation
Die Laplacetransformation der inversen Normalverteilung ist
{\displaystyle \mathbb {E} [e^{-\lambda T}]=\int _{0}^{\infty }e^{-\lambda t}{\text{IG}}({\text{d}}t;\zeta ;u)=\exp\{-u({\sqrt {2\lambda +\zeta ^{2}}}-\zeta )\}.}

## Anwendungen

### Diffusionsapproximationen
In der Versicherungsmathematik kann zur Berechnung der Ruinwahrscheinlichkeit die zeitliche Verteilung der Schäden mithilfe des Satzes von Donsker durch eine Brownsche Bewegung approximiert werden. Die dadurch approximierten Ruinwahrscheinlichkeiten basieren auf speziellen Parametrisierungen der inversen Normalverteilung.